# Douglass Montgomery
Robert Douglass Montgomery (znany również jako Kent Douglass; 29 października 1909 – 23 lipca 1966) amerykański aktor filmowy.

## Filmografia
- 1933: Małe kobietki
- 1935: The Mystery of Edwin Drood